# In Your Eyes
"In Your Eyes" er en dance pop-sang af den australske sangerinde Kylie Minogue, udgivet som den anden single fra hendes ottende album Fever (2001). Sangen blev skrevet af Kylie Minogue, Richard Stannard, Julian Gallagher og Ash Howes, og blev produceret af Stannard og Gallagher. Sangen fik en samlet god modtagelse fra musikkritikere.

## Udgivelse
"In Your Eyes" blev udgivet den 21. januar 2002 i Australien og Storbritannien. Sangen blev udgivet den 18. februar på verdensplan men ikke udgivet i USA. Singlen nåede førstepladsen på ARIA Charts og blev certificeret guld af Australian Recording Industry Association. Sangen nåede nummer tre på UK Singles Chart og blev certificeret sølv. Singlen blev vellykket i andre steder i Europa og nåede Top 5 i Kroatien, Georgien, Grækenland, Ungarn, Polen og Slovenien. "In Your Eyes" vandt den bedste dance-prisen på MTV Europe Music Awards i 2002.

## Formater og sporliste
Britisk CD 1
1. "In Your Eyes" – 3:18
2. "Tightrope" – 4:28
3. "Good Like That" – 3:35

Britisk CD 2
1. "In Your Eyes" – 3:18
2. "In Your Eyes" (Tha S Man's Release Mix) – 7:34
3. "In Your Eyes" (Jean Jacques Smoothie Mix) – 6:23

New Zealand CD og Australsk CD 1
1. "In Your Eyes" – 3:18
2. "Never Spoken" – 3:18
3. "Harmony" – 4:15
4. "In Your Eyes" (Tha S Man's Release mix) – 7:34

Australsk CD 2
1. "In Your Eyes" – 3:18
2. "In Your Eyes" (Mr Bishi Mix) – 7:25
3. "In Your Eyes" (Jean Jacques Smoothie Mix) – 6:23
4. "In Your Eyes" (Saeed & Palesh Mix) – 8:40

## Hitlister
| Hitliste (2002)                    | Placering |
| ---------------------------------- | --------- |
| Australien (ARIA Charts)           | 1         |
| Østrig (Ö3 Austria Top 40)         | 22        |
| Belgien (Ultratop 50 Flandern)     | 18        |
| Belgien (Ultratop 50 Vallonien)    | 11        |
| Danmark (Tracklisten)              | 10        |
| Finland (Suomen virallinen lista)  | 7         |
| Frankrig (SNEP)                    | 24        |
| Tyskland (Media Control Charts)    | 18        |
| Irland (Irish Singles Chart)       | 6         |
| Italien (FIMI)                     | 7         |
| Nederlandene (Dutch Top 40)        | 14        |
| Nederlandene (Mega Single Top 100) | 15        |
| New Zealand (RIANZ)                | 18        |
| Spanien (PROMUSICAE)               | 7         |
| Schweiz (Schweizer Hitparade)      | 20        |
| Sverige (Sverigetopplistan)        | 8         |
| Storbritannien (UK Singles Chart)  | 3         |

## Certificering
| Land                 | Certificering |
| -------------------- | ------------- |
| Australien (ARIA)    | Guld          |
| Storbritannien (BPI) | Sølv          |